# Trilogy (에머슨, 레이크 & 파머의 음반)
《Trilogy》는 1972년 7월 6일, 아일랜드 레코드에서 발매된 영국의 프로그레시브 록 밴드 에머슨, 레이크 & 파머의 세 번째 스튜디오 음반이다.
《Trilogy》는 ELP의 세계적인 인기를 증가시켰고, 라이브 공연 시 가장 인기 있는 작품 중 하나인 에런 코플런드 작곡의 편곡인 〈Hoedown〉을 포함시켰다.
그렉 레이크는 그가 가장 좋아하는 에머슨, 레이크 & 파머의 음반이라고 말했다.

## 배경 및 녹음
1971년 9월, 밴드는 다음 스튜디오 음반의 새로운 자료를 녹음하기 위해 《Tarkus》(1971년)와 《Pictures at an Exhibition》(1971년)를 홍보하는 북미 투어를 잠시 쉬었다. 1972년 5월의 잡지 보고서에서, 그 음반은 아직 제목을 가지고 있지 않았다. 에머슨은 이 음반이 완성되고 난 후, 《Tarkus》와의 스타일 차이와 다양함을 언급하며 이 음반에 만족했다.
이 삽화는 힙노시스에 의해 디자인되었다. 세 멤버의 결합된 흉상을 그리고 있으며, 오리지널 게이트폴드 슬리브의 내부는 에핑의 숲에 있는 세 멤버의 포토몽타주가 특징이다. 스페인 화가 살바도르 달리가 디자인을 위해 접근했지만, 그는 5만 달러를 요구했고, 그 후 거절당했다. 앞면 커버에는 각각의 밴드 멤버들의 얼굴이 그려져 있고, 에머슨은 그들의 이전 음반들이 수록되지 않았기 때문이라고 말했다.
1974년 해리슨 또는 슈완 레코드와 테이프 가이드에 수록된 4채널 입체 음향 버전의 언급은 4채널 입체 음향 8트랙 테이프 카트리지 포맷으로 《Trilogy》를 나열했다. 수집가들은 카탈로그 번호 "Cotillion QT-9903"에도 불구하고 소매점에서 《Trilogy》 Q8을 결코 보지 못했다고 보고한다.

## 평가
| 전문가 평가              | 전문가 평가 |
| 평가 점수                | 평가 점수   |
| 출처                     | 점수        |
| ------------------------ | ----------- |
| AllMusic                 | [ 4 ]       |
| Christgau's Record Guide | C–          |

이 음반은 빌보드 200에서 5위에 올랐고, 영국 음반 차트에서 2위로 정점을 찍었다. 덴마크에서 4주 연속 톱 10에 진입하며 6위에 정점을 찍었다.
빌보드는 키스 에머슨이 모그 신시사이저에서 "안정적인 진행"을 한 것에 대해 이 음반을 칭찬했다.

## 재발매
이 음반은 여러 번 재발매되었는데, 가장 최근의 것은 2015년 4월 27일 소니 레코드 그룹의 디럭스 에디션 출시 캠페인의 일부였다. 오리지널 믹스는 두 장의 CD에 걸쳐 새로운 스테레오 믹스와 함께 수록되었으며, 오디오 DVD에 둘 다 포함되어 있다.

## 곡 목록
작사는 모두 그렉 레이크가 맡았고, 작곡은 모두 특별한 언급이 없는 한 키스 에머슨이 맡았다.
| #  | 제목                            | 작곡          | 재생 시간 |
| -- | ------------------------------- | ------------- | --------- |
| 1. | 〈The Endless Enigma (Part 1)〉 |               | 6:41      |
| 2. | 〈Fugue (기악)〉                |               | 1:56      |
| 3. | 〈The Endless Enigma (Part 2)〉 |               | 2:03      |
| 4. | 〈From the Beginning〉          | 레이크        | 4:16      |
| 5. | 〈The Sheriff〉                 |               | 3:22      |
| 6. | 〈Hoedown (기악)〉              | 에런 코플런드 | 3:47      |

| #  | 제목                        | 재생 시간 |
| -- | --------------------------- | --------- |
| 1. | 〈Trilogy〉                 | 8:54      |
| 2. | 〈Living Sin〉              | 3:13      |
| 3. | 〈Abaddon's Bolero (기악)〉 | 8:08      |

## 인증
| 국가                       | 인증 | 판매량/출하량 |
| -------------------------- | ---- | ------------- |
| 영국 (BPI)                 | 골드 | 100,000^      |
| 미국 (RIAA)                | 골드 | 500,000^      |
| ^출하량을 기반으로 한 인증 |      |               |